# ماني شينويل
إيمانويل شينويل، بارون شينويل، حامل وسام رفقاء الشرف، عضو المجلس الخاص للمملكة المتحدة (18 أكتوبر 1884 - 8 مايو 1986) هو سياسي بريطاني شغل منصب وزير في حكومة رامزي ماكدونالد وكليمنت أتلي. كعضو في حزب العمال، شغل منصب عضو برلمان لمدة 40 عامًا، عن دوائر لينليثغوشاير وسيهام وإيزينغتون على التوالي.
وُلد شينويل في الطرف الشرقي من لندن لعائلة كبيرة من المهاجرين اليهود، وانتقل إلى غلاسكو عندما كان صبيًا وترك المدرسة في سن الحادية عشرة. أصبح منظمًا نقابيًا وأحد الشخصيات البارزة في كلايدسايد الأحمر. سُجن في عام 1919 لتورطه المزعوم في الاضطرابات في جلاسكو في يناير من ذلك العام. شغل منصب نائب عن حزب العمال من عام 1922 إلى عام 1924، ومن انتخابات فرعية في عام 1928 حتى عام 1931، وشغل منصبًا صغيرًا في حكومات العمال الأقلية في عامي 1924 و 1929-1931. عاد إلى مجلس العموم في عام 1935، وهزم رئيس الوزراء البريطاني السابق رامزي ماكدونالد، الذي كان في ذلك الوقت قد طرد من حزب العمال. خلال الحرب العالمية الثانية، كان من أبرز المنتقدين لحكومة التحالف.
ربما يكون أفضل ما يُذكر عن شينويل عندما تولى منصب وزير الوقود والطاقة في وزارة أتلي التي أممت مناجم الفحم في عام 1946. وكان مسؤولًا عن إمدادات الفحم في بريطانيا خلال فصل الشتاء القاسي للغاية من يناير إلى مارس 1947، والذي انهار خلاله نظام الإمداد، وترك المملكة المتحدة للتجميد والإغلاق. أصبح لا يحظى بشعبية لدى الجمهور وأقيل في أكتوبر 1947. ثم شغل منصب وزير الدولة للحرب، ثم وزير الدفاع من 1950-1951. كان الإنفاق الدفاعي المرتفع الذي طالب به، جزئيًا لدفع ثمن التورط البريطاني في الحرب الكورية، عاملًا رئيسيًا تسبب في فرض وزير الخزانة آنذاك هيو جيتسكيل اتهامات خدمات الصحة الوطنية، ما أدى إلى استقالة أنورين بيفان من مجلس الوزراء.
بعد هزيمة حزب العمال في عام 1951، استمر شينويل في الخدمة في حكومة الظل المعارضة حتى تنحى في عام 1955. بعد ذلك كان نائبًا موقرًا حتى عام 1970، وفي ذلك الوقت كان في منتصف الثمانينيات من عمره. في ذلك العام، قبل منصب النبالة مدى الحياة وكان عضوًا نشطًا في مجلس اللوردات حتى وقت قصير قبل وفاته، عن عمر يناهز 101 عامًا، في عام 1986.

## النشأة والمسيرة المهنية والنشاط في نقابة التجارة
ولد شينويل في سبيتالفيلدز بلندن، لكن عائلته انتقلت إلى غلاسكو، اسكتلندا. كان والده يهوديًا بولنديًا لديه متجر ملابس صغير، وكانت والدته، وهي يهودية هولندية، طاهية من لندن. كان الابن الأكبر بين ثلاثة عشر طفلًا.
علَّم نفسه في مكتبة عامة وفي معرض فنون كيلفينغروف. كان يحب بالرياضة، ولا سيما الملاكمة، وكان مدربًا لفريق كرة قدم محلي. ترك المدرسة في سن الحادية عشرة ليتدرب كخياط، وبدأ حياته العملية كعامل ميكانيكي في ورشة للملابس. في عام 1903، أصبح ناشطًا في الاتحاد المندمج لعملاء كلوثيرز، وانضم إلى مجلس جلاسكو التجاري في عام 1906 كمندوب لتلك النقابة.
في مايو 1911، أعير للمساعدة في تنظيم بحارة غلاسكو بناءً على طلب هافلوك ويلسون من الاتحاد الوطني للبحارة ورجال الإطفاء. لعب دورًا بارزًا في إضراب بحارة غلاسكو الذي استمر ستة أسابيع والذي بدأ في 14 يونيو والذي كان جزءًا من إضراب وطني. أصبح لاحقًا سكرتيرًا لفرع غلاسكو في الاتحاد الوطني للبحارة ورجال الإطفاء. في أغسطس 1912، شارك في ثورة ضد الاتحاد، ما أدى إلى أن يصبح فرع غلاسكو جزءًا من اتحاد البحارة البريطانيين ومقره ساوثهامبتون. كان السكرتير المحلي لاتحاد البحارة البريطانيين حتى أصبح جزءًا من اتحاد عمال البحرية المندمج في عام 1922، وبعد ذلك عمل كمنظم وطني للمنظمة الجديدة.
في عام 1918، وقف دون جدوى مع لينليثغوشاير (اسمها البديل لوثيان الغربية).
في عام 1919، اكتسب شهرة وطنية من خلال مشاركته في حركة 40 ساعة في غلاسكو. وبلغت هذه الحركة ذروتها في اشتباكات بين الشرطة والمتظاهرين في ساحة جورج في غلاسكو في يناير 1919، زُعم أنه متورط فيها. وبعد ذلك حوكم بتهمة التحريض على الشغب وحُكم عليه بالسجن خمسة أشهر في سجن كالتون، إدنبرة.

## المسيرة السياسية
كعضو في حزب العمل المستقل، انتُخب عضوًا في البرلمان عن لينليثغوشاير في الانتخابات العامة لعام 1922.
في عام 1924 كان وزيرًا للمناجم (ليس منصبًا وزاريًا) في حكومة حزب العمل الأولى. خسر مقعده عام 1924، ولكن أعيد انتخابه لينليثغوشاير في انتخابات فرعية في عام 1928.
في حكومة حزب العمل الثانية في 1929-1931 عينه رامزي ماكدونالد سكرتيرًا ماليًا لمكتب الحرب (1929-1930). يقول كاولينج إن ماكدونالد كان يعتقد أنه أنقذ مهنة شينويل الوزارية عندما لا يتولى أي وزير. ثم شغل مرة أخرى منصب سكرتير المناجم من 1930 إلى 1931. في ذلك الوقت، كان شينويل معجبًا بماكدونالد وحاول ثنيه عن تشكيل حكومة وطنية في عام 1931. خسر مقعده مرة أخرى في الانتخابات العامة في ذلك العام.
عاد إلى مجلس العموم في عام 1935 بعد هزيمة ماكدونالد في سيهام هاربور، مقاطعة دورهام (أعيدت تسميته لاحقًا باسم إيزينغتون بعد تغييرات الحدود في أواخر الأربعينيات).
قام بحملة قوية، إلى جانب اليساريين مثل أنورين بيفان، من أجل بريطانيا لدعم حكومة الجبهة الشعبية في إسبانيا ضد فرانكو في الحرب الأهلية الإسبانية. في 4 أبريل 1938، خلال نقاش ساخن في مجلس العموم كان ينتقد فيه السياسة الخارجية للحكومة، ضرب عضو البرلمان المحافظ القائد روبرت تاتون باور على وجهه، ما تسبب في نزيف داخلي وانفجار طبلة الأذن؛ بعد أن قال له باور عُد إلى بولندا! قال شينويل إنه اعتبر هذه عبارة معادية للسامية.
في مايو 1940 رفض منصبًا في حكومة تحالف ونستون تشرشل في وزارة الغذاء. أصبح رئيسًا لحزب العمال في عام 1942. خلال الحرب العالمية الثانية كان ناقدًا قويًا ولكن وطنيًا لتشرشل. كان هو وإيرل وينترتون، وهو من منتقدي الحكومة المتسلسلين، معروفين باسم الزرنيخ وليس الكبير.

### حكومة أتلي 1945-1951

#### وزير الوقود والطاقة
خدم في حكومة كليمان أتلي بعد فوز حزب العمال عام 1945 كوزير للوقود والطاقة، وفي عام 1946 ترأس تأميم صناعة التعدين. كما تفاوض على ميثاق عمال المناجم مع النقابة الوطنية للمناجم. لقد أعلن أن الطبقة الوسطى لا تستحق عناء التعب. كان إصراره على التعدين المكشوف لحديقة وينورث، إلى عتبات المنزل، عندما كانت جودة الفحم رديئة، ينظر إليه أصحابه ومجتمع التعدين المحلي، الذين عارضوه، على أنه انتقام صافي وهو عمل من أعمال الحرب الطبقية. في 1947-1918 كان رئيسًا لحزب العمل.